# Virtuix Omni
Virtuix Omni je prvi interfejs sa virtelnom realnošću koji korisniku omogućava da se slobodno i prirodno kreće u igrici. Virtuix Omni osećaj virtuelne realnosti podiže na jedan sasvim nov nivo, omogućujući svakome da istražuje virtuelne svetove na svojim nogama. Samo kretanje u igrici stvara poseban osećaj realnosti koji se ne može doživeti sedeći. "Omni" je najkompaktniji uređaj za ovu vrstu užitka.
Za kretanje "Omni" koristi klizavu podlogu. Igrač koristi specijalno napravljene cipele, koje smanjuju trenje, korisnik je potpuno zatvoren u krugu i vezan sigurnosnim pojasom, koji redukuje samu težinu korisnika. Prodaja ovog uređaja je zakazana za jun 2015.
Omni je dizajniran tako da se koristi zajedno sa naočarima za virtuelnu realnost Oculus Rift, da bi ugođaj bio potpun.

## Nastanak
Virtuix Omni je osmislio Jan Goetgeluk, tim koji je radio na Virtuix Omni je dve godine proveo u razvoju samog proizvoda, nakon čega su zajedno sa Kickstarter planirali proizvodnju.
Juna 2014 Virtuix Omni je uspešno lansirao svoju stranicu. Osnivač Oculus Rift Palmer Laki je odobrio projekat unapred, njegov cilj je bio da se prikupe sredstva u vrednosti US$150,000, i ta cifra je jako brzo premašena.
Proizvodnja je trebalo da počne u decembru 2013. Okvirni datum isporuke prvih uređaja je bio početak 2014

## Funkcije
1. Virtuelnu simulaciju Šetanja (napred,nazad), trčanja, skakanja, sedenja, čučanja
2. Konkavna platforma omogućava glatko prijanjanje, prirodan stav tela i kretanje u bilo kom pravcu
3. Specijalne cipele omogućavaju duže igranje igrice i pokretljivost
4. Prsten i kaiš omogućavaju udobnost i sigurnost prilikom igranja, kao i pokretljivost od 360°
5. Sadrži Bluetooth konekciju za mobilne uređaje i PC računare
6. Firmware prevodi kretanje na analogni gamepad ulaz

## Paket uključuje
1. Virtuix Omni igračku platformu
2. Jedan par Omni cipela
3. Jedan par Omni uređaja za praćenje, koji se stavljaju na cipele
4. Jedan Omni kaiš za podršku i sigurnost
5. Godinu dana garancije

## Omni cipele
Cipele su dizajnirane da budu udobne i omoguće duže igranje tokom sesija. Cipele imaju specijalan đon koji omogućava manje trenja i prirodan način kretanja prilikom igranja. Cipele takođe stabilizuju stopalo, bez ovih cipela nije moguće igrati bilo koju igricu, niti koristiti Virtuix Omni.

## Uređaj za praćenje
Uz cipele se dobijaju i dva uređaja za praćenje koji se stavljaju na cipele. Ova dva uređaja prate pokrete vaših nogu i prenose na igricu, sa skoro neprimetnim kašnjenjem. Takođe osim kretanja i trčanja u bilo kom pravcu, ovi uređaji detektuju i skok, čučanj i sedenje.

## Spoljašnje veze
- Zvanični websajt